# Andrew Dawes
Andrew Albert Dawes (* 7. Februar 1940 in High River, Kanada; † 30. Oktober 2022 in Aldearrubia, Spanien) war ein kanadischer Geiger und Musikpädagoge.

## Leben und Wirken
Dawes war von 1947 bis 1957 Violinschüler von Clayton Hare, danach bis 1960 von Murray Adaskin. Auf Empfehlung von Isaac Stern studierte er von 1960 bis 1965 bei Lorand Fenyves am Conservatoire de musique de Genève, wo er 1964 den Prix de virtuosité erhielt. Zuvor hatte er schon 1962 den Wettbewerb der Jeunesses musicales du Canada (JMC) und mit seiner Schwester, der Pianistin Marylou Dawes, den Dritten Preis beim Duowettbewerb in München gewonnen. 1967 gewann er erneut den Wettbewerb der JMC in Vancouver, 1966 und 1969 erhielt er Preise beim Concours international de Montréal. Er trat mit namhaften Orchestern Kanadas, mit dem Orchestre de la Suisse romande und den Belgrader Philharmonikern auf und gab Recitals in Kanada, den USA und mehreren Ländern Europas.
1965 war Dawes Gründungsmitglied des Orford String Quartet, dem er als Erster Geiger bis 1991 angehörte. Er gab in dieser Zeit mit dem Quartett weltweit mehr als 3000 Konzerte und spielte mehr als 60 Aufnahmen ein. Nachdem er von 1971 bis 1974 am Kelso Music Centre und von 1972 bis 1991 an der University of Toronto Kammermusik unterrichtet hatte, war er 1992 bis zur Emeritierung 2005 Professor für Violine und Kammermusik an der University of British Columbia. Er setzte seine Lehrtätigkeit bis 2010 fort und wurde 2011 Leiter des Chamber Music Institute der Vancouver Academy of Music. Daneben war er Vorstandsmitglied der Saint James Music Academy. Als Juror wirkte er u. a. an der London International String Quartet Competition, der Coleman Chamber Music Competition und der Fischoff Chamber Music Competition mit. Von 1989 bis 2004 leitete er die Banff String Quartet Competition. 
Mit Jane Coop nahm Dawes beim Label Skylark die Violinsonaten Ludwig van Beethovens auf (2002 nominiert für den Juno Award). Weiterhin spielte er u. a. sämtliche Violinwerke Harry Somers', die Quartettversion der Sieben letzten Worte Christi von Joseph Haydn, die Celloquintette und das Oktett Franz Schuberts ein. Ausgezeichnet wurde er u. a. mit dem Order of Canada, dem Chalmers National Music Award und dem Molson Price des Canada Council. 2002 verlieh ihm die University of British Columbia den Dorothy Somerset Award for Excellence in Performance and Development und erhielt er die Queen Elizabeth II Golden Jubilee Medal. Die McGill University berief ihn für 2006–07 auf den Distinguished Visiting Scholar, Catherine Thornhill Steele Chair in Music.
Andrew Dawes starb am 30. Oktober 2022 im Alter von 82 Jahren an den Folgen von Prostatakrebs.